# Jacques Vaché
Pour les articles homonymes, voir Vaché.
Jacques Pierre Vaché, né à Lorient le 7 septembre 1895 et mort à Nantes le 6 janvier 1919, est un écrivain et un dessinateur français. À l'origine du « groupe des Sârs » de Nantes, avec notamment Jean Sarment, il n'a laissé pour toute œuvre qu'une série de lettres, quelques textes et quelques dessins. Le ton de son œuvre est volontairement provocateur, pacifiste voire antimilitariste.
Appelé au front lors de la Première Guerre mondiale, il en revient blessé et profondément marqué. Sa personnalité a exercé une profonde influence sur les surréalistes et, tout particulièrement, sur André Breton qu'il rencontre pendant sa convalescence. Peu de temps après le conflit, Jacques Vaché meurt par overdose d'opium dans un hôtel nantais à l'âge de 23 ans.
Par la suite, Breton mythifiera Vaché et le considèrera comme le précurseur du mouvement dans son Manifeste du surréalisme. C'est à partir des années 2000 que Jacques Vaché est redécouvert et analysé par plusieurs historiens et biographes.

## Biographie

### Origines et fondation du «groupe des Sârs»

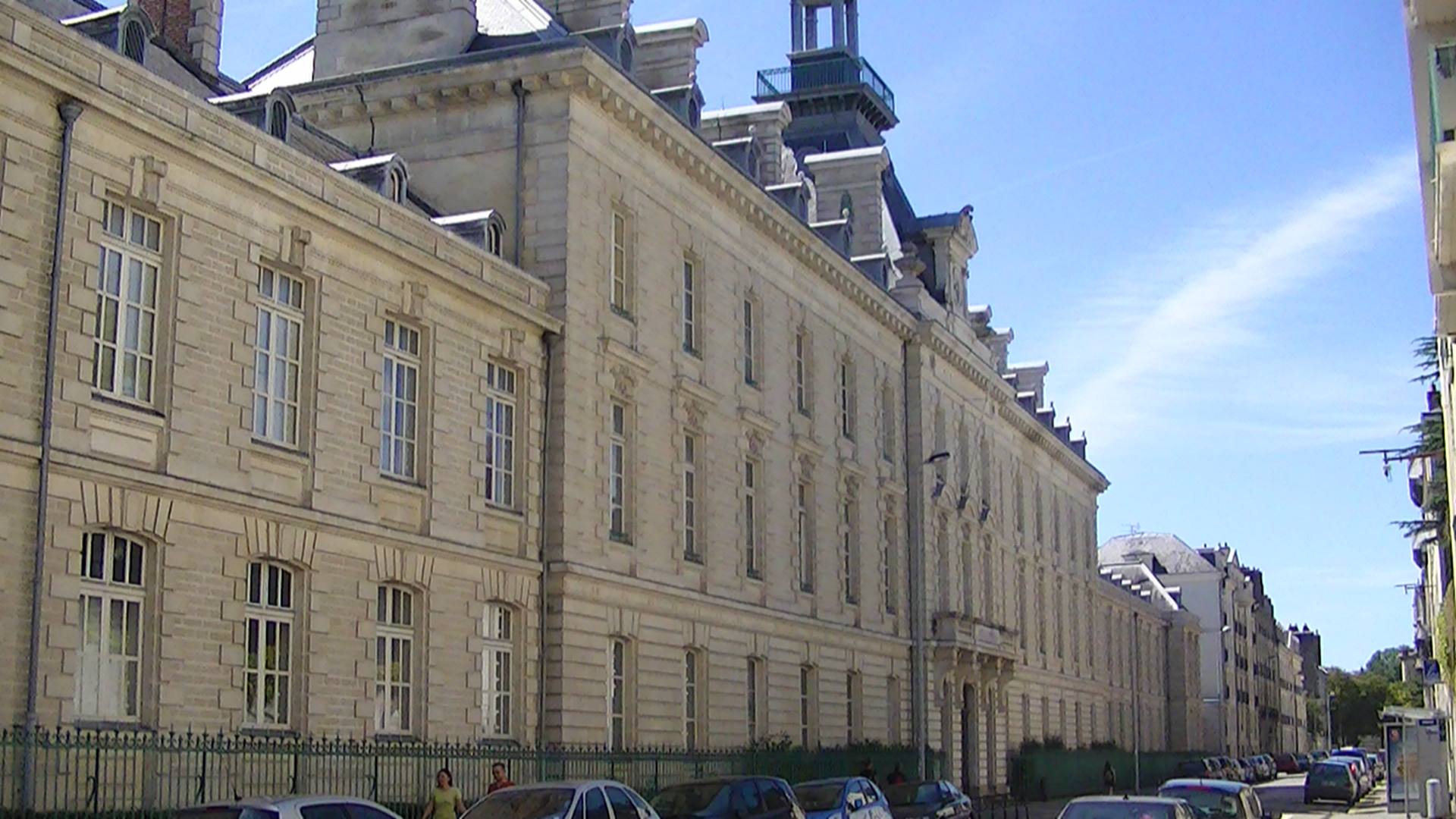
Le lycée Clemenceau, où étudie Jacques Vaché, théâtre du scandale lié à la publication du petit journal En route mauvaise troupe

Jacques Vaché est issu d'une famille originaire d'Aytré par son père dont la mère est anglaise, et de Noizay par sa mère. Son père, James Samuel Vaché est capitaine d'artillerie. Né à Lorient, Jacques Vaché vit un moment en Indochine où est affecté son père . La famille s'installe ensuite à Nantes. Scolarisé au Grand Lycée de Nantes (aujourd'hui lycée Clemenceau) Jacques Vaché fait preuve dès 1913 de talents littéraires. Avec ses camarades Eugène Hublet, Pierre Bissérié et Jean Bellemère (alias Jean Sarment), il fonde le « groupe des Sârs » aussi connu comme le « groupe de Nantes ». Les quatre jeunes hommes font paraître une revue ayant pour titre En route mauvaise troupe, en hommage à Paul Verlaine, qui ne connaît qu'un unique numéro tiré à vingt-cinq exemplaires. Le ton du contenu, qualifié de « subversif et pacifiste » — indépendance d'esprit, liberté de critique et haine des bourgeois, des conventions et de l'armée — déclenche des heurts au sein du lycée. La polémique enfle dans les journaux locaux, et est même relatée dans quelques quotidiens parisiens conservateurs tel l'Écho de Paris. Cet incident lui vaut d'être exclu de l'établissement. Les quatre camarades continuent malgré tout leurs actions littéraires, et paraissent dans le même esprit quatre numéros du Canard sauvage.

### Mobilisation et Première Guerre mondiale
Mobilisé en août 1914, Vaché est envoyé au front incorporé au 19e RI en juin 1915 puis au 64e RI. Il est blessé aux jambes le 25 septembre 1915 à Tahure, à la suite de l'explosion d'un sac de grenades pendant la Bataille de Champagne (1915). Il est rapatrié à Nantes pour y être soigné. À l'hôpital militaire de la rue Marie-Anne-du-Boccage (futur Lycée Guist’hau), pour passer le temps, il peint des cartes postales représentant des figures de mode accompagnées de légendes bizarres.
Pacifiste et anarchiste, il est dégoûté par la guerre. Il évoque dans ses écrits « le règne [absolu] de la boue », « la tranchée des cadavres », pareille à une « mer d’excréments » où « le soir se traînent de grands crépuscules rouges désolants ». « Je sortirai de la guerre doucement gâteux », admet-il.

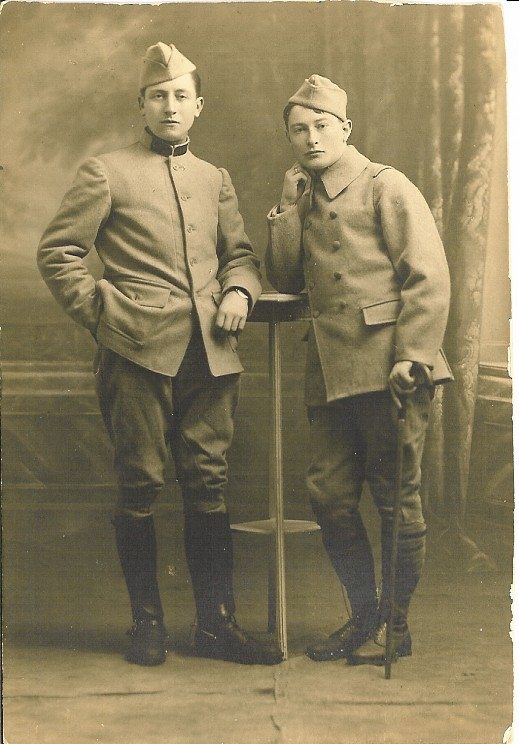
Jacques Vaché (à droite) dans l'armée française
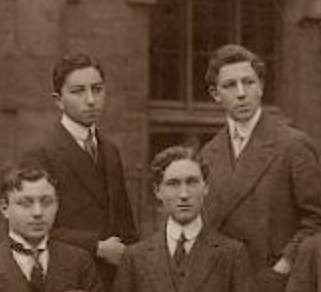
André Breton (en haut à droite) et Théodore Fraenkel (en haut à gauche), en 1912 qui deviendront amis avec Vaché pendant la guerre.
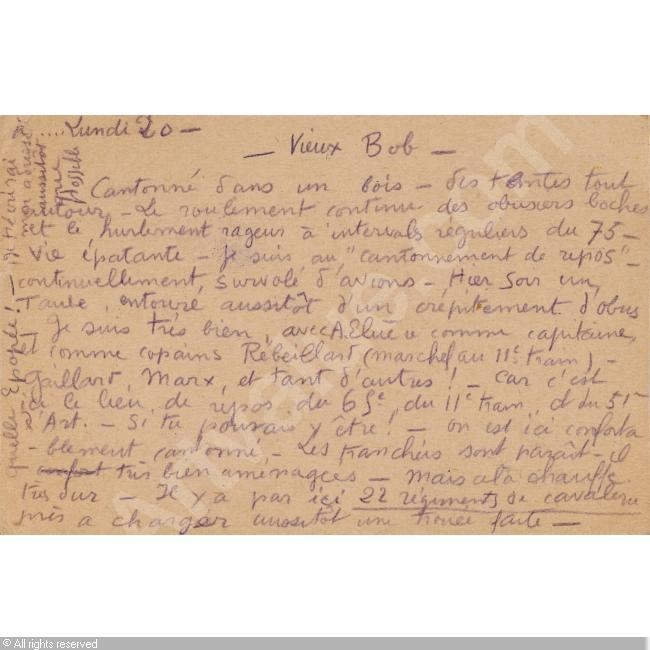
Une carte postale de Jacques Vaché depuis la guerre à son ami « Vieux Bob ». Avant 1918.

En janvier 1916, il fait la connaissance d'André Breton et de Théodore Fraenkel affectés comme internes en médecine à l'hôpital militaire. André Breton est aussitôt séduit par l'attitude de ce « jeune homme très élégant, aux cheveux roux », qui lui fait connaître Alfred Jarry, oppose à tous la « désertion à l'intérieur de soi-même » et n'obéit qu'à une loi, « l'umour (sans h) ». Malgré sa tentative de faire expliciter le concept de l'umour par Vaché, Breton passera une partie de sa vie à en chercher une définition. Il s'agit probablement d'une sorte d'humour noir. De ses recherches, Breton tirera son Anthologie de l'humour noir. Quant à Fraenkel, Vaché le surnomme dans ses lettres « le peuple polonais » et le prend pour modèle pour sa nouvelle « Le Sanglant symbole » (personnage de Théodore Letzinski).
Au mois de mars, Jacques Vaché est affecté au service auxiliaire pour cause de myopie. Au mois de mai 1916, Jacques Vaché intègre le 81e régiment d'infanterie. Plus tard, parce qu'il parle couramment l'anglais, il est renvoyé au front comme interprète auprès des troupes britanniques. Le contact avec André Breton reprend au mois d'octobre avec une première lettre : « Je promène de ruines en villages mon monocle de cristal et une théorie de peintures inquiétantes -, j'ai successivement été un littérateur couronné, un dessinateur pornographique connu et un peintre cubiste scandaleux. » Le 27 octobre 1916 son ancien camarade du groupe de Nantes, Eugène Hublet, est tué sur le front de Somme.
Le 24 juin 1917, au cours d'une permission, il assiste à la première de la pièce de Guillaume Apollinaire, « Les Mamelles de Tirésias », sous-titré drame surréaliste. Le spectacle tourne au fiasco. Déguisé en officier anglais, revolver au poing, il somme de faire cesser la représentation, qu'il trouvait trop artistique à son goût, sous menace d'user de son arme contre le public. Breton parvient à le calmer. Néanmoins, dans sa biographie sur Breton, Mark Polizzotti doute de la véracité de ce fait. Il remarque que sur une vingtaine de comptes rendus de ce spectacle, aucun ne mentionne la « spectaculaire » réaction de Vaché. Seul Louis Aragon a « témoigné » de cet incident bien qu'il ne fût pas présent.
Le 18 août 1917 il écrit à André Breton : « L'art est une sottise - Presque rien n'est une sottise - l'art doit être une chose drôle et un peu assommante - c'est tout […] D'ailleurs - l'Art n'existe pas, sans doute - Il est donc inutile d'en chanter - pourtant : on fait de l'art - parce que c'est comme cela et non autrement - Well - que voulez-vous y faire ? »,. Dans sa dernière lettre du 19 décembre 1918 à Breton, il écrit : « Je m'en rapporte à vous pour préparer les voies de ce Dieu décevant, ricaneur un peu, et terrible en tout cas. Comme ce sera drôle, voyez-vous, ce vrai ESPRIT NOUVEAU se déchaîne. ». Jacques Vaché enverra dix lettres à André Breton, quatre à Théodore Fraenkel et une à Louis Aragon.

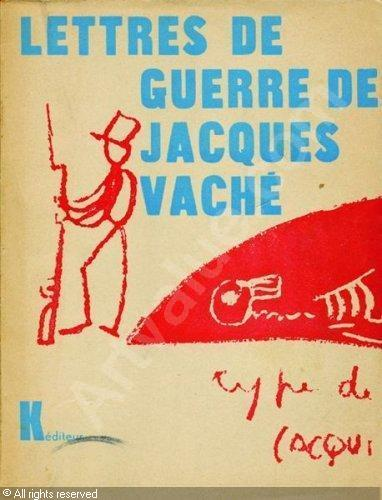
Lettres de guerre

L'homosexualité de Jacques Vaché ne fait pas de doute. Elle est bien attestée dans les biographies et la correspondance de l'auteur et, de André Gide à Jean Cocteau, elle fut l'objet de commentaires, parfois ironiques, et ce d'autant plus qu'André Breton passait pour être très homophobe[non pertinent].

### Mort de Jacques Vaché
Le 6 janvier 1919, Jacques Vaché et un ami, Paul Bonnet, sont retrouvés morts dans une chambre de l'hôtel de France, place Graslin à Nantes. Le lendemain, le journal Le Télégramme des provinces de l'Ouest relate les événements. Il annonce la découverte des corps dénudés des deux jeunes hommes, gisant sur un lit dans une chambre de l'hôtel. Ils auraient succombé à l'absorption d'une trop forte dose d'opium. Un troisième homme, un soldat américain du nom d'A. K. Woynow, avait tenté de trouver du secours mais il était déjà trop tard. Les deux victimes sont présentées comme de « jeunes écervelés » sans expérience de la drogue en même temps que comme « de braves soldats qui avaient fait leur devoir devant l'ennemi et avaient été blessés ». Pour préserver l'honneur des familles, il n'est fait mention que des prénoms et de l'initiale de leur nom,. Un autre journal nantais, Le Populaire, précise dans son édition du 9 janvier que l'opium avait été fourni par Vaché, et cite le témoignage de son père, qui dit avoir « vu un pot en faïence recouvert et ficelé » qu'il a pris pour un pot de confiture.
Ce que les journaux ne racontent pas, c'est la présence dans la chambre de deux autres personnes : André Caron, membre du groupe de Nantes, et un dénommé Maillocheau, qui s'étaient retrouvés le 5 au soir pour fêter leur prochaine démobilisation. Une fois dans la chambre d'hôtel, Vaché sortit un pot de faïence qui contenait de l'opium dont ils confectionnèrent des boulettes qu'ils avalèrent. Maillocheau, que la drogue n'intéressait pas, s'en alla. Plus tard, Caron, rendu malade, rentra chez lui. À l'aube du 6, Vaché et Paul Bonnet se déshabillèrent, plièrent soigneusement leurs vêtements, s'installèrent sur le lit et reprirent quelques boulettes d'opium. Woynow, qui avait également repris un peu d'opium, s'endormit sur le divan. Quand il se réveilla, le soir, il trouva ses deux camarades toujours allongés et immobiles, respirant à peine. Il courut chercher le médecin de l'hôtel,,,. 
En août 1919, Breton publie aux éditions Au sans pareil les quinze lettres de Vaché envoyées à ses amis surréalistes pendant la guerre sous le titre de Lettres de guerre.

## Postérité

### La mort de Vaché selon les surréalistes
André Breton n'apprend la mort de son ami qu'entre le 13, et le 22 janvier. Le désarroi et le manque de précisions quant aux circonstances du décès l'amènent à penser qu'il pourrait s'agir d'un assassinat. Dans une lettre adressée à T. Fraenkel, le 30 janvier, il insère une coupure de journal qui associe le meurtre de Jean Jaurès, le 31 juillet 1914 à celui de Karl Liebknecht, le 16 janvier 1919 ; entre ces deux dates, Breton inscrit : « ? janvier 1919 : Jacques Vaché ». À côté de la thèse de l'assassinat, Breton évoque aussi celle du suicide. En 1940, dans l'Anthologie de l'humour noir, Breton rapporte des propos tenus par Jacques Vaché le 14 novembre 1918 quelque temps avant sa mort : « J'objecte à être tué en temps de guerre. [...] Je mourrai quand je voudrai mourir... mais alors je mourrai avec quelqu'un. Mourir seul, c'est trop ennuyeux... de préférence avec un de mes meilleurs amis »,,.
Toute sa vie, Breton n'a pu se résoudre à ne voir dans la mort de Jacques Vaché qu'un banal accident. Il restera convaincu d'une dernière farce macabre commise par son ami. Il est persuadé que Vaché a consciemment orchestré son suicide. Au couturier Jacques Doucet, il écrit le 4 janvier 1921 : « Sa mort eut ceci d'admirable qu'elle peut passer pour accidentelle […] il voulut en disparaissant commettre […] une dernière fourberie drôle ». Breton reprend cette expression d'une lettre du 12 août 1918 de Vaché à Fraenkel : « Je rêve de bonnes Excentricités bien senties, ou de quelque bonne fourberie drôle qui fasse beaucoup de morts… »,,. Michel Leiris est sensible à la thèse du suicide. Lorsqu'il dresse le « Palmarès de [s]a génération », il écrit « Jacques Vaché : Suicide ? ».
L'hypothétique suicide est cependant mise en doute par Louis Aragon, Woynow et Pierre Lanoë, un ancien camarade de lycée de Vaché, avec qui il avait pris rendez-vous pour le 7 janvier. La thèse du suicide soutenue par Breton repose sur sa conviction que Vaché savait exactement ce qu'il faisait, même si son « expérience » quant à l'usage de la drogue n'a jamais été établie. Pour lui, une mort inspirée par « l'umour » était la seule fin digne de son ami. De même, il ne verra dans les circonstances de la découverte des corps nus allongés sur un lit que les caractéristiques du dandy hautain, asexué et insensible aux tentations de la chair. Il refusera d'envisager la moindre inclination à l'homosexualité de Vaché, Breton lui-même ne manquant pas de faire état d'une rare intolérance à cet égard.

### Influences sur d'autres mouvements d'avant-garde
D'autres mouvements d'avant-garde s'intéressent au mythe Vaché. Isidore Isou, fondateur du lettrisme, évoque avec dérision le sort de Jacques Vaché dans son ouvrage L’agrégation d’un nom et d’un messie en 1947. Un autre lettriste influent, Gabriel Pomerand, quant à lui utilise la figure mythique de Vaché pour mieux critiquer Breton. Le situationniste Guy Debord a beaucoup été inspiré pendant sa jeunesse par la seconde édition des Lettres de guerre. Tout en parodiant les surréalistes à plusieurs occasions, ses écrits sont emplis de références à Vaché. La figure du suicidé y est souvent représentée ainsi que les expressions issues du vocabulaire de Vaché tel « umoureux ».

### Influences sur André Breton
Outre leur correspondance épistolaire, Vaché et Breton ne se sont pas rencontrés plus de cinq ou six fois mais l'influence du premier sur le second est indéniable et Breton s'en servit pour créer le mythe de Vaché.
Au mois d'août 1919, Breton regroupe en volume les Lettres de guerre et en écrit la préface : « Il y a des fleurs qui éclosent spécialement pour les articles nécrologiques dans les encriers. Cet homme fut mon ami. »
André Breton considère Jacques Vaché comme le précurseur du surréalisme. Il proclame dans le Manifeste du surréalisme (1924) : « Jacques Vaché est surréaliste en moi. ». Dans la lettre du 4 janvier 1921 à Jacques Doucet, il présente les Lettres de guerre comme « une merveilleuse introduction à tout ce que recouvre […] l'étiquette Dada […]. Il y a là tous les manifestes qu'on voudra, pas une négation ne manque […]. »
Dans une lettre du 30 janvier à Théodore Fraenkel, Breton joint un poème « Clé de sol » qui « transpose l'émotion qu['il a] éprouvée à l'annonce de la mort de Jacques Vaché ». Le 3 mars, il confie à Jean Paulhan qu'il vient de connaître « l'événement de [sa] vie le plus douloureux", ce qui l'oblige à porter une "cuirasse […] contre l'émotion. » Dans la même lettre « Sans lui j'aurais peut-être été un poète ; il a déjoué en moi ce complot de forces obscures qui mène à se croire quelque chose d'aussi absurde qu'une vocation. ».

## Œuvres
- Lettres de guerre (1914-1918), édition établie et présentée par Patrice Allain et Thomas Guillemin, préface de Patrice Allain, Paris, Gallimard, coll. « Blanche », 2018, 480 p.  (ISBN 9782070417865) Première édition de l’intégralité des lettres écrites par Jacques Vaché à sa famille et à ses amis pendant la guerre (158 dont 23 totalement inédites).
- Lettres de guerre, Paris, Éditions Mille et une nuits, 2001. Cette édition reprend, à l'exception de la préface de Breton et des extraits de presses relatifs aux circonstances de la mort de Vaché, celle du "Sans Pareil" : dix lettres à A. Breton, quatre à T. Fraenkel et une à L. Aragon et le poème « Blanche acétylène ».
- Soixante-dix-neuf Lettres de guerre, présentées par Georges Sebbag, Paris, Jean-Michel Place, 1989
- Quarante-trois Lettres de guerre à Jeanne Derrien, présentées par Georges Sebbag, Paris, Jean-Michel Place, 1991
- Le Sanglant symbole, nouvelle signée Jean-Michel Strogoff, publiée dans "La Révolution surréaliste" no 2, le 15 janvier 1925[45], reprise dans l'édition Éric Losfeld des « Lettres de guerre » en 1970
- Les Solennels, avec Jean Sarment, textes et dessins inédits, édition et préface de Patrice Allain, Paris, Éditions Dilecta, 2007  (ISBN 978-2-916275208)
- En route, mauvaise troupe, journal du lycée écrit par Jean Bellemère, Pierre Bissérié, Eugène Hublet et Jacques Vaché, préface de Gilles Lucas, éditions Le Chien Rouge, 2006  (ISBN 2-916542-01-9)
- Dans le Sillage du Météore Désinvolte, Lettres de guerre (1914-1919), édition dirigée et préfacée par Philippe Pigeard, Paris XIXe, Points, coll. « Poésie », 2021, 208 p.  (ISBN 978-2757884560)

Dessin :
- Un autoportrait à l'encre et au crayon, dans lequel Vaché se représente en costume comme pour une gravure de mode est reproduit dans Les Surréalistes de Philippe Audoin, Paris, Le Seuil, 1973, p. 17.
- Le musée Pompidou présente deux pantins de bois réalisés par Jacques Vaché dont un le représentant, ainsi qu'un dessin réalisé par Jacques Vaché[réf. nécessaire].